# Erioptera lutea
Erioptera lutea là một loài ruồi trong họ Limoniidae. Chúng phân bố ở miền Cổ bắc.